# 마거릿 조

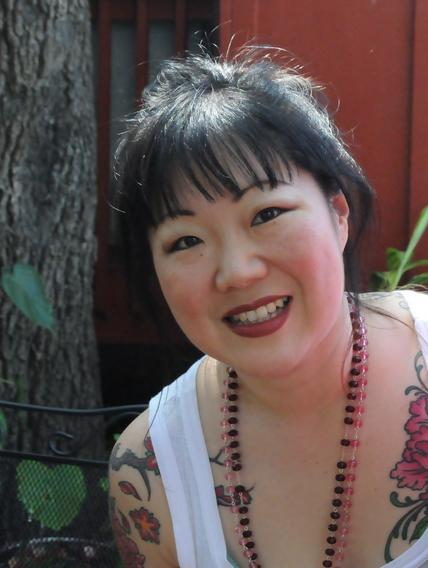
마거릿 조

마거릿 조(Margaret Cho, 한국어: 조모란, 趙牡丹, 1968년 12월 5일 ~ )는 미국의 스탠드업 코미디언, 패션 디자이너, 배우, 작가, 싱어송라이터이다.

## 생애
마거릿 조는 캘리포니아주 샌프란시스코의 한국계 가정에서 태어나 1970년대와 1980년대에 다양한 인종이 사는 환경에서 자랐다.

## 출연
- 2019년 - 인투 더 샤크스톰 (Sharknado 5) - 시몬 역
- 2009년 - 17 어게인 (17 Again)
- 2008년 - 착신아리 (One Missed Call)
- 2005년 - 마가렛 조 : 어쌔신 (Margaret Cho: Assassin)
- 2002년 - 악명 높은 조
- 2000년 - 내 멋에 살아
- 1997년 - 페이스 오프 - 완다 역